# Статуя на Христос Цар на Вселената (Швебоджин)
Статуята Христос Цар на Вселената (на полски: Figura Jezusa Chrystusa Króla Wszechświata) е най-голямата в света статуя на Иисус Христос. Разположена е в югоизточните покрайнини на град Швебоджин, в Любушко войводство Полша.
Проектът на скулптурата е на Мирослав Кажимеж Патецки, реализацията е на Томаш Стафиняк. Фундаментът е проектиран от Мариан Вибранец а конструктивната част на проекта е изпълнена от д-р Якуб Марчиновски и доцент Миколай Клапоч от университета в Жельона Гура.
Паметникът е строен с частни пожертвования, строителите са набрани от паството на местния храм.

## Основни данни
Общата височина на паметника е около 52 m, което е повече от тази на монумента Кристо де ла Конкордия в Кочабамба (40,44 m с пиедестала) и Статуята на Христос Спасителя в Рио де Жанейро (39,6 m с пиедестала).
Височината на самата статуя с короната е 36 m, а 16 m е височината на каменно-земния хълм. Височината на двете други статуи без постаментите възлиза на 34,2 m и 30 m. Така че към 2010 г. тази статуя на Христос е най-високата в света. Максималната широчина на статуята (разстоянието между краищата на пръстите) е около 25 m.
Замисълът и на трите скулптури се повтаря: Христос, разперил ръце настрани, в дълга тога, е обърнат към паството с благославящ поглед. Композиционно тези статуи напомнят кръст – един от основните символи на християнството.
Паметникът е направен от монолитен железобетон върху стоманен скелет. Масата на конструкцията е 440 t. Монтажът става на етапи: отначало с кран е монтиран корпусът на статуята, след това поясната част и главата с короната.
Позлатената корона на статуята е с размери 3,5 m диаметър и около 3 m височина. Главата на паметника е висока 4,5 m и тежи 15 t. По други данни, главата е направена от твърда пластмаса, а не от бетон, както се е предполагало първоначално, благодарение на което теглото ѝ е намалено 3 пъти.

## Галерия
- Статуята в цял размер
- Поглед към статуята отдолу през нощта
- Главата на статуята с короната
- Паметникът по време на строителството